# Centrochria unipunctata
Centrochria unipunctata là một loài bướm đêm trong họ Geometridae.